# 肯·麦克阿瑟
肯尼迪·凯恩·“肯”·麦克阿瑟（英語：Kennedy Kane "Ken" McArthur，1881年2月10日—1960年6月13日），南非男子田径运动员，他出生于爱尔兰，20岁时移民至南非。他曾获得1912年夏季奥运会男子马拉松冠军。